# Yiyang
Yiyang (益阳市) é uma cidade da província Hunan na República Popular da China.